# United Jersey Bank Classic 1989
United Jersey Bank Classic 1989 — жіночий тенісний турнір, що проходив на відкритих кортах з твердим покриттям у Маві (США). Належав до турнірів 3-ї категорії в рамках Туру WTA 1989. Відбувсь удванадцяте й востаннє і тривав з 14 серпня до 20 серпня 1989 року. Перша сіяна Штеффі Граф здобула титул в одиночному розряді й отримала 40 тис. доларів США.

## Фінальна частина

### Одиночний розряд
Штеффі Граф —  Андреа Темашварі 7–5, 6–2
- Для Граф це був 10-й титул в одиночному розряді за сезон і 40-й — за кар'єру.

### Парний розряд
Штеффі Граф /  Пем Шрайвер —  Луїс Аллен /  Лаура Гільдемейстер 6–2, 6–4
- Для Граф це був 11-й титул за сезон і 49-й — за кар'єру. Для Шрайвер це був 6-й титул за сезон і 122-й - за кар'єру.